# Hússzínű vadgesztenye
A hússzínű vadgesztenye (Aesculus × carnea) a közönséges vadgesztenye (A. hippocastanum) és az Észak-Amerikában honos vörös vadgesztenye (A. pavia) hibridje. Pirosvirágú, pirosló vagy korcs vadgesztenye néven is ismert.
Pontos eredete nem ismert, valószínűleg parkban történő véletlen kereszteződés során jött létre Németországban, 1820 előtt. 10–15 m-es magasságot ér el. Főbb jellemzőiben a szülőfajok közti átmenetet mutatja, húspiros virágai és sötétzöld levelei azonban egyértelműen az Ae. pavia-ra utalnak. Parkok, díszkertek, fasorok, arborétumok díszfája. Ismertebb fajtái: 'Briotii', egy sötét rózsaszín virágú, kis termetű fa, melyet 1858-ban Pierre Louis Briot, a trianon-versailles-i kastély botanikusának emlékére neveztek el; 'O’Neil', az előbbinél nagyobb (25–30 cm magas), élénkebb színű virágok alkotta virággyertyákkal; a tűzelhalásnak, levélfoltosságnak ellenálló 'Fort McNair', sötét rózsaszín virágokkal, melyeknek sárga „torka” van (nevét kiválasztásának helyéről kapta); 'Plantierensis', melynek élénk rózsaszín, sárga torkú virágai vannak, és nem hoz termést, ami megkönnyíti a vele való bánást.
A hibrid helyett a közönséges vadgesztenyére oltott hússzínű vadgesztenye is előfordul, melynek növekedése eltér a hibridétől. Az ilyen fa igen látványos, mert tavaszi virágzáskor kétféle (fehér és piros) színben pompázik.

## Megjelenése
A hússzínű vadgesztenye a közönséges vadgesztenyénél kisebb (15 méternél ritkán magasabb), törékenyebb termetű lombhullató fa. Kevésbé magasra törő koronája sűrűn ágas, szabályos, gömbös alakú. Törzse egyenes, a koronáig jól követhető. Egyenesen felfelé törő ágai a korona alsó részében vízszintesek vagy lefelé hajlók, gyakran elágaznak. A fiatal fa finom csíkozású, barnásszürke kérge később barnásvörösre színeződik, a közönséges vadgesztenyénél is megtalálható nagy dudorokkal. Hajtásai a közönséges vadgesztenye barnásvörös hajtásaitól eltérően világosabb szürkészöldek vagy szürkés vörösek, világos paraszemölcsökkel, nagy levélripacsokkal. A rügyek ugyancsak  zöldesszürkék, 1,5–2 cm hosszúak, kb. 1 cm vastagok, nem ragacsosak. 5 levélkéből tenyeresen összetett levelei erős, akár 20 cm-nél hosszabb levélnyélen ülnek; a 8–15 cm hosszú, fogazott szélű levélkék alakja aránylag szabályos ovális (a levéllemez középen a legszélesebb, míg az Ae. hippocastanumnál a felső harmadban). A felül sötétzöld, fényes, bőrszerű, olykor ráncos vagy érdes levelek ősszel többnyire halványzölden elszáradva hullanak le (a barna lombszíneződés kevésbé jellemző, mint a közönséges vadgesztenyénél). A húspiros vagy rózsaszín virágok sűrűn, magas, felálló bugában (gyertyában) nyílnak, április–május folyamán; szirmaik széle pelyhes-mirigyes, rajtuk sárga vagy piros nektárvonallal – a közönséges vadgesztenyéhez hasonlóan a sárga folt azt jelzi, hogy a virágban van nektár, míg a vörös folt annak elapadására utal. Az alig vagy egyáltalán nem tüskés, zöldes színű toktermésben 1–3 világosbarna, sima mag (gesztenye) található, mely kisebb, mint a közönséges vadgesztenye magja.

## Képek

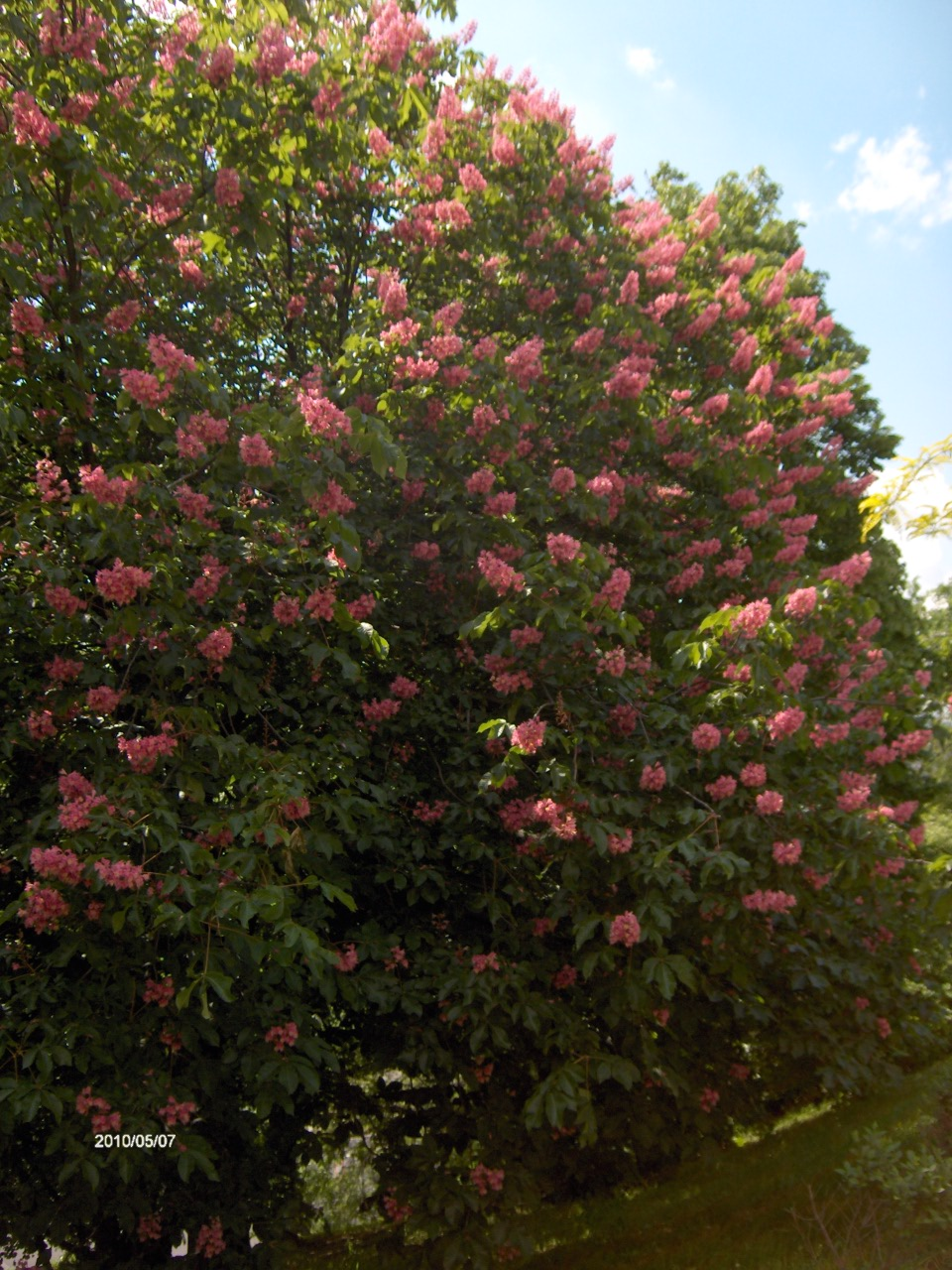
Virágzó hússzínű vadgesztenye
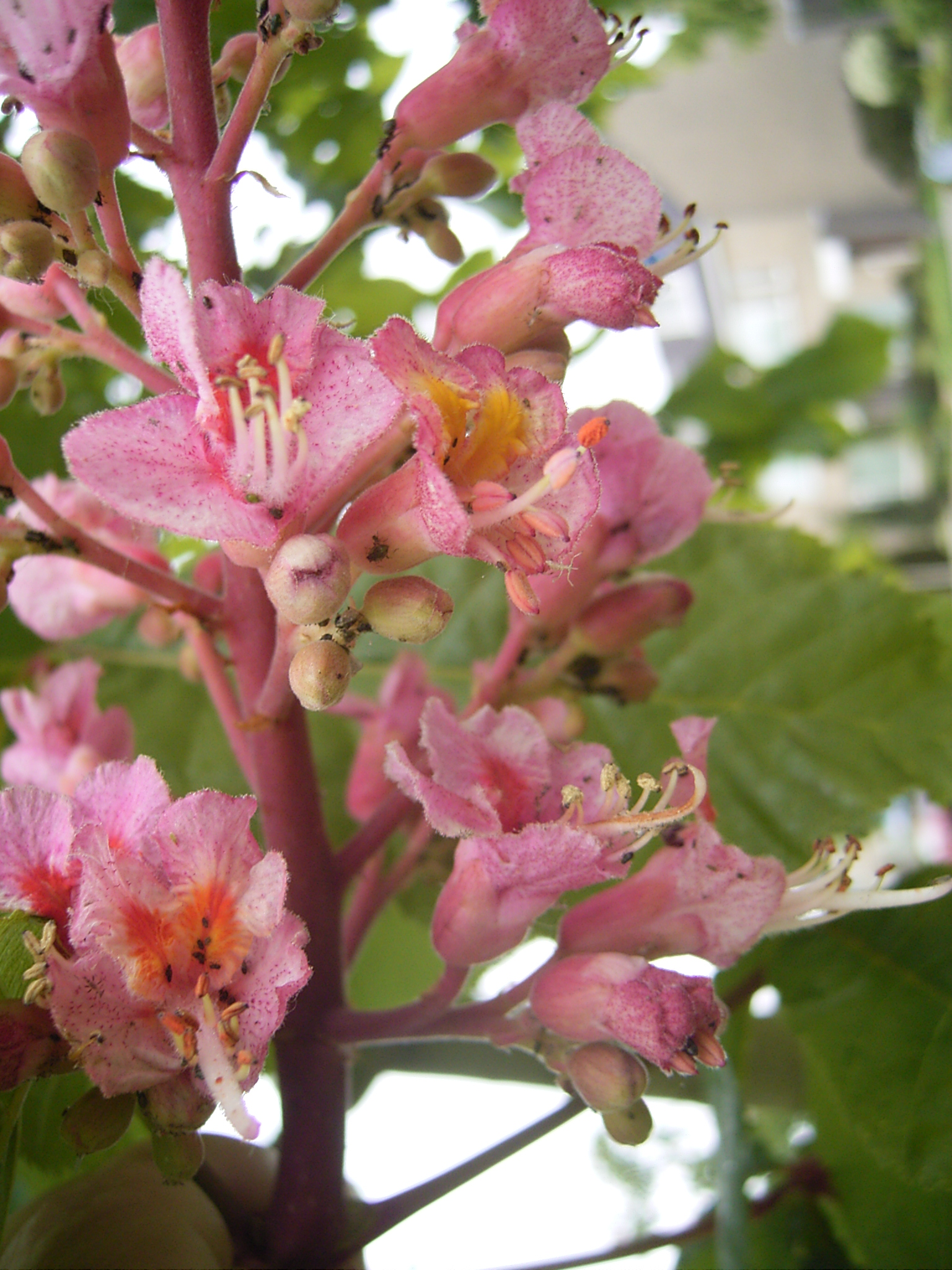
Hússzínű vadgesztenye virágzata közelről
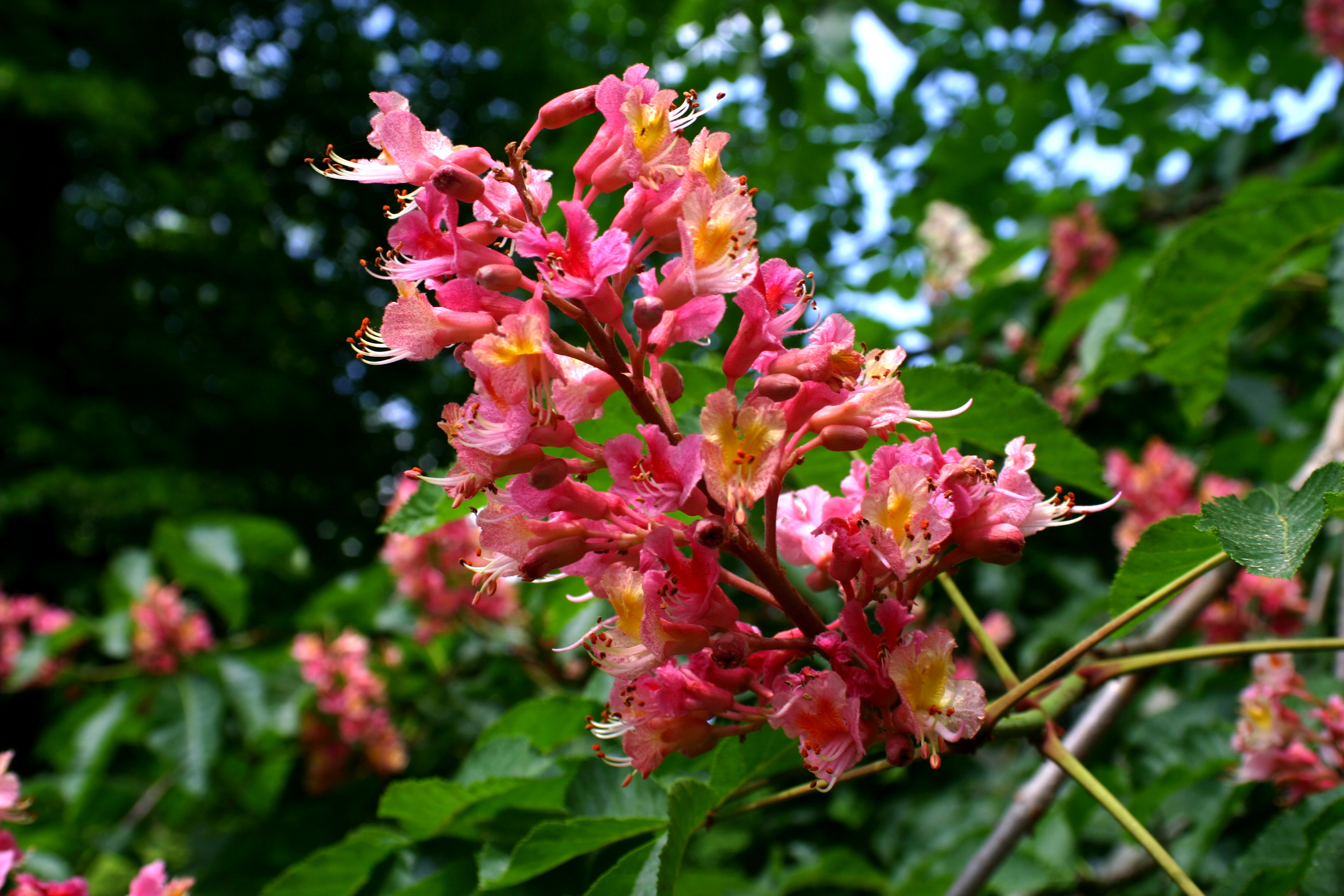

## Fordítás
- Ez a szócikk részben vagy egészben az Aesculus × carnea című angol Wikipédia-szócikk ezen változatának fordításán alapul.  Az eredeti cikk szerkesztőit annak laptörténete sorolja fel. Ez a jelzés csupán a megfogalmazás eredetét és a szerzői jogokat jelzi, nem szolgál a cikkben szereplő információk forrásmegjelöléseként.